# Anemone nemorosa

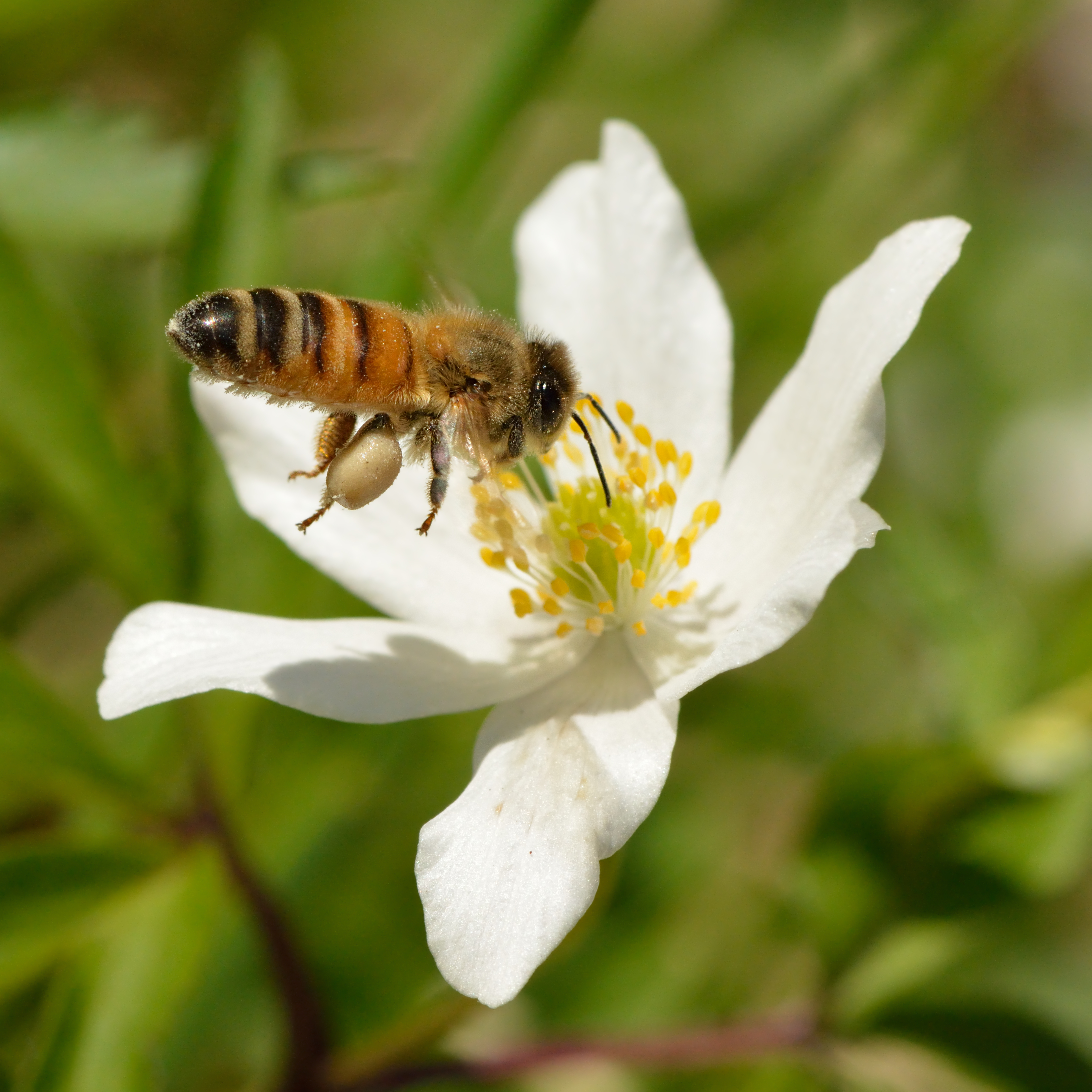

Anemone nemorosa, comummente conhecida como anémona-dos-bosques  (não confundir com a Anemone trifolia que com ela partilha este nome), é uma espécie de planta com flor pertencente à família Ranunculaceae, enquadrando-se no tipo fisionómico dos geófitos.
A autoridade científica da espécie é L., tendo sido publicada em Species Plantarum 1: 541. 1753.

## Portugal
Trata-se de uma espécie presente no território português, nomeadamente em Portugal Continental.
Em termos de naturalidade é nativa da região atrás indicada.

## Protecção
Não se encontra protegida por legislação da Comunidade Europeia. 
Encontra-se categorizada como uma espécie vulnerável, de acordo com o IUCN, em Portugal Continental.

## Ecologia
Esta espécie privilegia os espaços húmidos e sombrios, sejam eles em zonas de floresta, de montanha ou campos.